# Diphucephala fulgida
Diphucephala fulgida är en skalbaggsart som beskrevs av Jean Baptiste Boisduval 1835. Diphucephala fulgida ingår i släktet Diphucephala och familjen Melolonthidae. Inga underarter finns listade i Catalogue of Life.